# Pietro di Maria
Pietro di Maria (Moliterno, 3 agosto 1865 – Moliterno, 3 settembre 1937) è stato un arcivescovo cattolico e diplomatico italiano, a servizio della Santa Sede.

## Biografia
Fu ordinato sacerdote il 23 maggio 1891 dal cardinale Lucido Maria Parocchi. Successivamente ricoprì l'incarico di vicerettore del Pontificio Collegio Urbano. Nel 1896 fu nominato minutante della Congregazione della propaganda della fede. Dal 1904 al 1906 ricoprì il ruolo di rettore del Pontificio Collegio Nepomuceno.

### Ministero episcopale
Il 6 dicembre 1906 fu nominato vescovo di Catanzaro da papa Pio X.
Il 30 dicembre 1906 ricevette la consacrazione episcopale dalle mani del cardinale Rafael Merry del Val, segretario di Stato di Sua Santità, co-consacranti l'arcivescovo titolare di Tessalonica Achille Locatelli, divenuto in seguito cardinale e l'arcivescovo titolare di Nicosia Cesare Boccanera.
Il 29 luglio 1909 acquistò su commissione di papa Pio X l'area dove venne costruito il Pontificio seminario regionale San Pio X e il 17 luglio 1910 benedisse la prima pietra.
L'11 giugno 1918 fu nominato da papa Benedetto XV arcivescovo titolare di Iconio e delegato apostolico in Canada. 
Il 3 giugno 1926 fu nominato nunzio apostolico in Svizzera e vi rimase in carica fino al 1º settembre 1935, quando furono accettate le sue dimissioni per le sue precarie condizioni di salute.
Morì a Moliterno il 3 settembre 1937.

## Genealogia episcopale e successione apostolica
La genealogia episcopale è:
- Cardinale Scipione Rebiba
- Cardinale Giulio Antonio Santori
- Cardinale Girolamo Bernerio, O.P.
- Arcivescovo Galeazzo Sanvitale
- Cardinale Ludovico Ludovisi
- Cardinale Luigi Caetani
- Cardinale Ulderico Carpegna
- Cardinale Paluzzo Paluzzi Altieri degli Albertoni
- Papa Benedetto XIII
- Papa Benedetto XIV
- Papa Clemente XIII
- Cardinale Bernardino Giraud
- Cardinale Alessandro Mattei
- Cardinale Pietro Francesco Galleffi
- Cardinale Giacomo Filippo Fransoni
- Cardinale Carlo Sacconi
- Cardinale Edward Henry Howard
- Cardinale Mariano Rampolla del Tindaro
- Cardinale Rafael Merry del Val
- Arcivescovo Pietro di Maria

La successione apostolica è:
- Vescovo Joseph Henri Jean Marie Prud'homme (1921)
- Vescovo François-Xavier Ross (1923)
- Cardinale Felix-Raymond-Marie Rouleau, O.P. (1923)
- Arcivescovo Thomas O'Donnell (1924)
- Vescovo Fabien-Zoël Decelles (1924)
- Vescovo Joseph Alfred Langlois (1924)
- Vescovo John Thomas Kidd (1925)
- Vescovo Anton Gisler (1928)
- Vescovo Laurenz Matthias Vincenz (1932)